# Heesen 游艇
Heesen游艇是一家荷兰造船 企业，专业定制建造 超级游艇 。该企业建立于1978年，自创立起已经推出了170多艘游艇，其中有很多获得了国际大奖，被认为是全铝制游艇设计、建造与工程方面的世界领军者之一。

## 历史
Frans Heesen在1978年创立了Heesen游艇。 Heesen是一位企业家，在塑料产业的成就众所周知。他购买了荷兰的斯特来克船厂（Striker Boats）造船场地，本想将其作为另一企业的备选地址，但后来他决定保留这一产业的船厂性质，并令其继续运营。 购买厂址一年后， Heesen推出了20米（66英尺）的 Amigo, 这是Heesen建造的第一艘游艇。

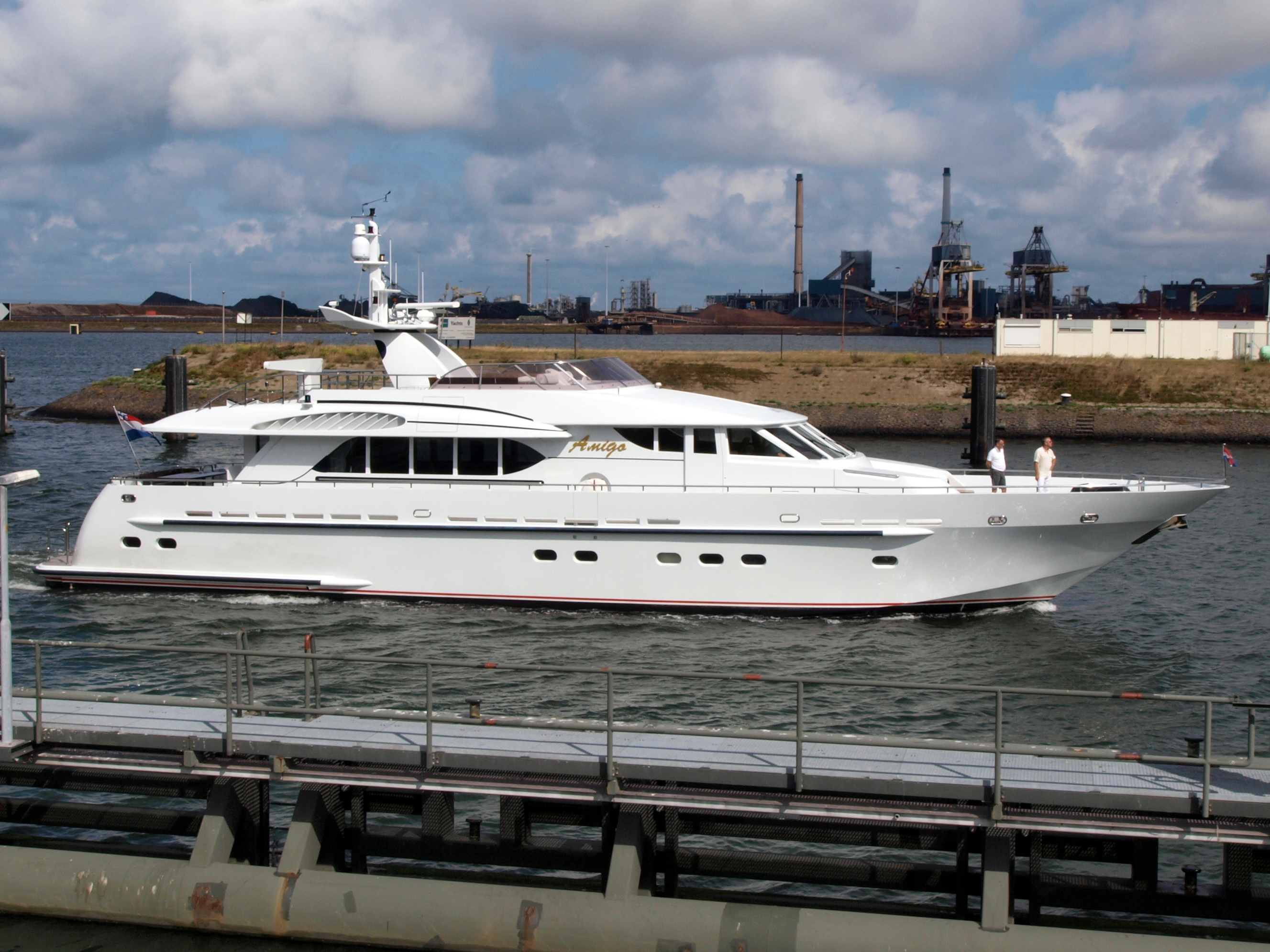
Amigo 照片摄于2009年

1988年是Heesen游艇突破性的一年。美国企业家John Staluppi出资要求为其建造一艘时速能够超过50节的游艇。 因此，Heesen建造了Octopussy，后来又更名为 Octopussy 007。这是一艘保持当时最快纪录的定制游艇，记录在案的最高时速为53.17节。  多年后，另一家公司对其进行了改装和加长，由此带来的重量增加使它不能再跻身世界最快的游艇行列。到了1990年，Heesen建造了超过25艘超过27米 (89英尺)的游艇，成为世界定制游艇造船商领军者之一。 1991年，Heesen推出了曾用名El Corsario的游艇The Mirage，它被认为是Octopussy的姐妹设计。该船采用了三重射流作为推进力，并被Boat International  列为世界最快游艇的第十六位。 该船巡航时速为45节，最高时速可达48节。
1992年，企业拓展了自身业务范围，涵盖了传统排水长距离钢制船体游艇的建造。推出的首艘该类游艇是与Oceanco合作的50米(160英尺) 机动游艇Achiever。
1996年 Heesen已经因为早期建造的斯特来克赛渔艇著称，并通过交付37米(121英尺) Obsession开始了大型赛渔艇建造，该游艇最高时速可达33节。 当时她是世界最大的赛渔艇。 Heesen于2003年进一步拓展业务，并于同年推出了3700和 4400游艇系列。 该次业务拓展包括建造新的造船设施，企业每年有能力建造八艘游艇。

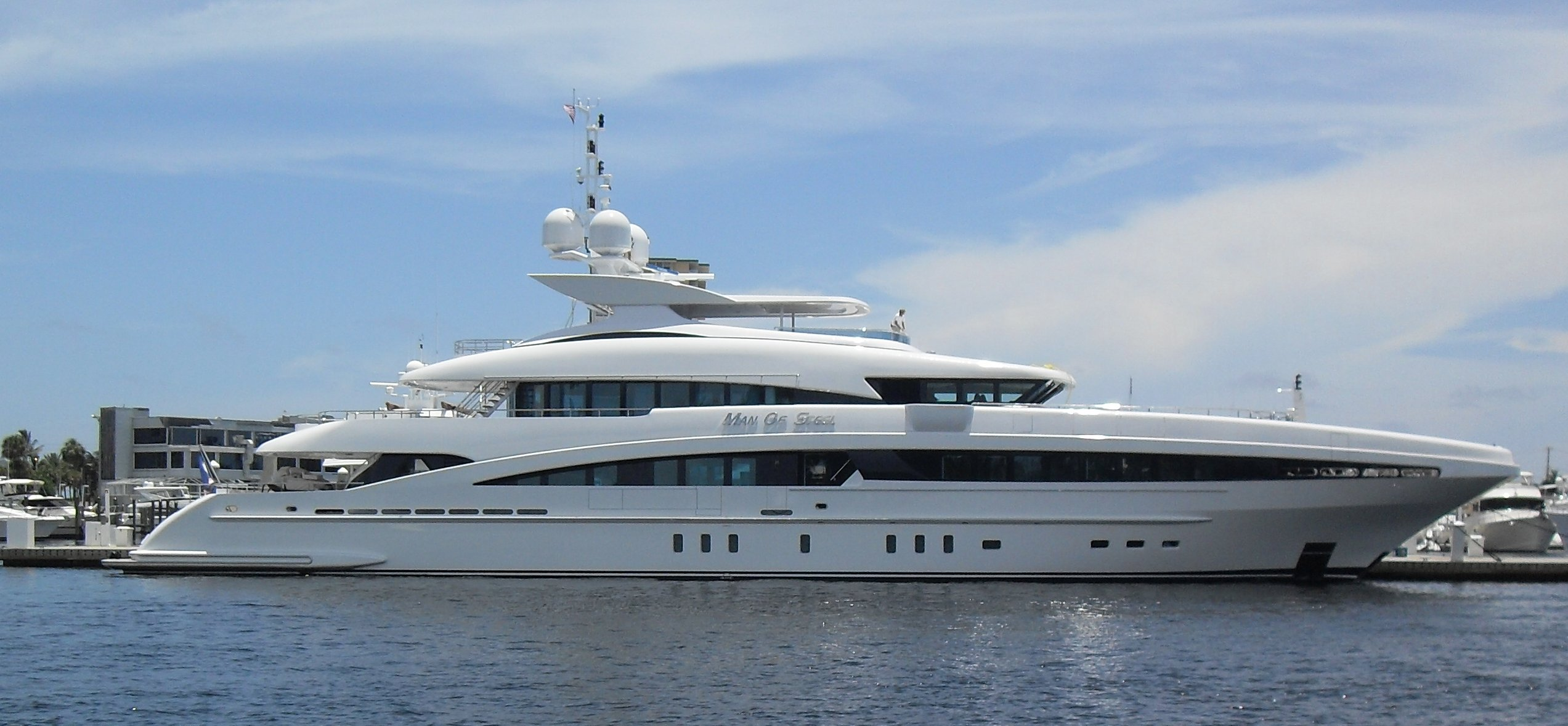
Heesen豪华游艇 "Man of Steel", 照片于2009年摄于美国佛罗里达罗德戴尔堡Bahia Mar游艇会。

Heesen游艇出现在2011年出版的Andrew Rogers的著作《M/Y AlumerciA之旅 》当中。这本书记录了这艘由Heesen建造的著名游艇从2001年到2010年进行的旅程。2013年, Heesen推出了65米 (213英尺)速排游艇Galactica Star, 这是一艘定制游艇，最高时速为28.8节。 该船已获得九项大奖，其中包括世界超级游艇大奖赛最佳半排50米以上级游艇奖[12]。Heesen还在2011年推出了Satori，这艘游艇也获得了世界超级游艇大奖赛的奖项。 Frans Heesen在创建Heesen游艇35年后，于2012年退休
2014年，Heesen游艇接手了迄今最大的项目，船长70米(230英尺)的铝制速排游艇。 该船名为Project Kometa，是与Espen Oeino合作建造的，最高时速30节。该船将于2016年交付。